# Katolická univerzita Petra Pázmánye
Katolická univerzita Petra Pázmánye (maďarsky Pázmány Péter Katolikus Egyetem) je veřejná univerzita římskokatolické církve v Maďarsku. Byla založena v roce 1635 v Trnavě a je jednou z nejstarších a nejprestižnějších maďarských vysokých škol. Její hlavní centrum je Budapešť.
Nejstarší fakultou je fakulta teologie založená v roce 1635.